# Пиримидин
Пиримидин е хетероциклено ароматно органично съединение, съдържащо два азотни атома на позиции 1 и 3 от шестчленния пръстен. Представлява изомер на два други диазина - пиразин и пиридазин, а по свойства прилича на пиридин.

## Химически свойства
Пиримидинът е сходен по химически свойства с друга азотно хетероциклено съединение – пиридин. Наличието на азотни атоми в цикличната система, предизвиква ниска реактивоспособност на пи-електроните от пръстена, при което реакциите на електрофилно заместване се затрудняват (в сравнение с тези при бензен), но нуклеофилното заместване се улеснява. Като пример за реакция на нуклеофилно заместване е тази на превръщането на 2-аминопиримидин в 2-хлоропиримидин, както и обратното.
В сравнение с пиридина, пиримидина много по-трудно встъпва в реакции на азотно алкилиране и азотно окисление, а така също pKa (отрицателния логаритъм на константата на киселинност) на протониран пиримидин е понижен – 1,23 (сравнение с 5,30 при пиридин) – т.е. пиримидина е с по-слаб основен характер.

## Производни
Редица производни на пиримидина са съединения с важни биологични и фармакологични свойства. Така например част от нуклеотидите в ДНК и РНК, съдържат азотни бази производни на пиримидина - цитозин, тимин и урацил. Цитозинът е общ и за двете нуклеинови киселини. Тиминът е принципна база в структурата на ДНК, а урацилът – негов аналог в РНК, но има известни изключения от това правило.
| Пиримидин                      | Тимин                      | Цитозин                      | Урацил                      |
| Химична структура на пиримидин | Химична структура на тимин | Химична структура на цитозин | Химична структура на урацил |